# Aniridie

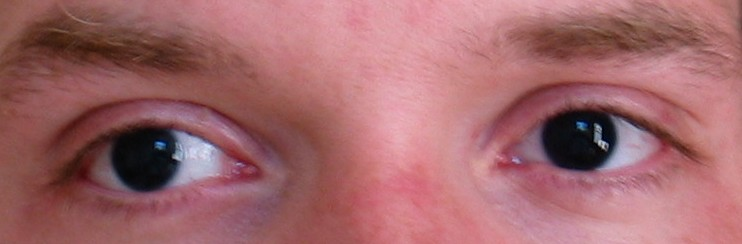
Aniridie

Aniridie (auch: Irisaplasie, Irideremie) ist eine sehr seltene angeborene Erkrankung des Auges mit Fehlen oder Unterentwicklung (Hypoplasie) der Regenbogenhaut (Iris). Häufig ist damit auch eine Fehlentwicklung der Netzhaut am hinteren Pol des Augapfels verbunden, was den Verlust der Sehkraft zur Folge hat. Die Erstbeschreibung stammt vom Würzburger Arzt Gutbier, zitiert nach Georg Eduard von Rindfleisch.

## Ursache
Der Erkrankung liegen Mutationen im PAX6-Gen auf dem Chromosom 11, Region p13, zugrunde. Das PAX6-Gen kodiert für einen Transkriptionsfaktor, der ein wichtiger Regulator von Prozessen der Augenentwicklung ist.
Aniridie ist eine autosomal-dominant vererbte Erkrankung, was bedeutet, dass nur eine der beiden Genkopien von einer krankheitsverursachenden Veränderung betroffen sein muss, um zur Ausprägung der Erkrankung zu führen. Wenn beide Genkopien von einer krankheitsverursachenden Veränderung betroffen sind (entweder homozygot oder compound-heterozygot), können unter Umständen die Augenanlagen vollständig fehlen.
Aniridie ist eine heterogene Erkrankung mit unterschiedlicher klinischer Ausprägung. Je nach zugrundeliegender Veränderung des PAX6-Gens kann der Schweregrad der Irishypoplasie (von fast vollständigem Fehlen der Iris bis hin zu nur einer kleinen schlitzartigen Irishypoplasie), des fovealen Gewebeschwunds und der Schweregrad der Sichteinschränkung bei den Betroffenen variieren. Bei Aniridie sind sowohl zugrundeliegende missense, als auch trunkierende Mutationen im PAX6-Gen beschrieben. Trunkierende Mutationen scheinen den größten Anteil an Aniridie-assoziierter Mutationen auszumachen und sind mit einem klassischen Aniridie-Phänotyp assoziiert. Um missense Varianten handelt es sich dagegen bei ca. 12 % aller PAX6-Mutationen, welche mit einer meist milderen, atypischen Form der Aniridie, manchmal ohne Irisdefekte, assoziiert sind. Des Weiteren sind auch krankheitsursächliche Veränderungen in regulatorischen Domänen des PAX6-Gens, Mutationen, die die C-terminale Extension des PAX6-Proteins beeinflussen sowie Deletionen des gesamten PAX6-Gens beschrieben, die meist ebenfalls zu einem klassischen Aniridie-Phänotyp führen.

## Verbreitung
Die Häufigkeit wird mit 1–9 zu 100 000 angegeben, die Vererbung erfolgt autosomal-dominant.

## Einteilung
Diese angeborene Erkrankung kann eingeteilt werden in:
- spontan auftretend, „Neumutation“. Die vereinzelten Auftritte von Aniridie durch Mutationen betreffen die WT1-Region auf den Chromosomen, die der AN2-Region für Aniridie angrenzt. Bei diesen Patienten kommt es gehäuft zum Auftreten eines Nierentumors, dem Nephroblastom (auch Wilms-Tumor genannt). Häufig ist bei derart Betroffenen eine geistige Behinderung und Abnormität der Fortpflanzungsorgane festzustellen (dies alles wird unter dem WAGR-Syndrom zusammengefasst).
- familiär. Diese erbliche Form hat meist ihren Ursprung in einer autosomal-dominanten Übertragung (das heißt, die Hälfte aller Nachkommen ist durchschnittlich betroffen), wenn auch Fälle einer seltenen autosomal rezessiven Übertragung stattgefunden haben.
- isoliert, ohne weitere oder nur das Auge betreffende Fehlbildungen[1]
- syndromal, im Rahmen von Syndromen wie
  - Aniridie-Patellaaplasie-Syndrom[10]
  - Aniridie-Ptosis-Intelligenzminderung-familiäre Adipositas-Syndrom[11]
  - Biemond-Syndrom II[12]
  - Gillespie-Syndrom, Synonym: Aniridie-zerebelläre Ataxie-Intelligenzminderung-Syndrom[13]
  - Rieger-Syndrom, Synonym: Rieger-Stargardt-Syndrom[14]
  - Sommer-Rathbun-Battles-Syndrom, Synonym: Aniridie – Nierenagenesie – psychomotorische Retardierung
  - WAGR-Syndrom, Synonym: Wilms-Tumor-Aniridie-urogenitale Anomalien-Intelligenzminderung-Syndrom
  - Walker-Dyson-Syndrom, Synonym: Aniridie – geistige Retardierung[15]

## Klinische Erscheinungen
Die Krankheit tritt gewöhnlich bei beiden Augen auf. Festzustellen ist, dass die Iris äußerlich kaum zu sehen ist, und nur durch eine Gonioskopie als runder Stumpf erkannt werden kann.
Die Symptome der Erkrankung können sowohl in den Augen als auch außerhalb davon auftreten. Im Folgenden seien einige davon genannt:
- Die Stümpfe der Iris sind meist feststellbar.
- Bei partieller Aniridie kann die Sehschärfe noch gut erhalten sein, häufiger ist sie jedoch reduziert.
- Die Hornhaut ist getrübt.
- Der Patient schielt.
- Das Gesichtsfeld verengt sich mit fortschreitender Erkrankung.
- Die Körpergröße kann vermindert sein.
- Es können Entwicklungsstörungen der Geschlechtsorgane auftreten.
- Chromosomenanomalien sind möglich.
- Geistige Behinderungen können vorhanden sein.
- Ein Diabetes kann auftreten.
- Bestimmte Gehirnareale können fehlgeformt oder nicht richtig gebildet sein.

## Therapie
Aniridie-Patienten zeigen erhöhtes Risiko auf Bildung von Glaukomen und Katarakten (grüner und grauer Star). Daher sollten sich Erkrankte der professionellen Hilfe eines Augenspezialisten unterziehen. Das Risiko von fortschreitenden Glaukomen bleibt von der Kindheit bis ins Erwachsenenalter stetig bestehen, also sollten Arzt und Optiker regelmäßig Kontrollen anordnen und dafür Sorge tragen, die Sehfunktion (etwa durch Sehhilfenverschreibung oder Förderung der Lichtsensibilität) zu erhalten.
Da die Iris den Lichtfluss reguliert, der das Augeninnere erreicht, sind die Aniridie-Erkrankten meist sehr lichtempfindlich. Eine Abhilfe kann durch getönte Brillen oder Kontaktlinsen mit einer künstlichen Iris geschaffen werden.
Die Aniridie wird auch mit anderen gesundheitlichen oder entwicklungstechnischen Problemen in Verbindung gebracht, wie zum Beispiel Nystagmus, Gewebsschwund der Fovea, Ablösung der Augenlinse, sowie mit diversen Hornhaut- und Sehnerverkrankungen.

## Bei Tieren
Das Gen ist auch zu 95 % identisch mit dem Gen, das in dem Erbgut des Zebrabärblings zu finden ist. Dieses Tier trennte sich evolutionär von der Menschheit vor etwa 400 Millionen Jahren; daher bildet das PAX6-Gen eine wichtige evolutionäre Brücke zu den Vorfahren der Menschheit. Defekte in diesem Gen erzeugen ebenfalls eine Art von Aniridie in den Augen von Mäusen und Fruchtfliegen.

## Aniridie in der öffentlichen Wahrnehmung

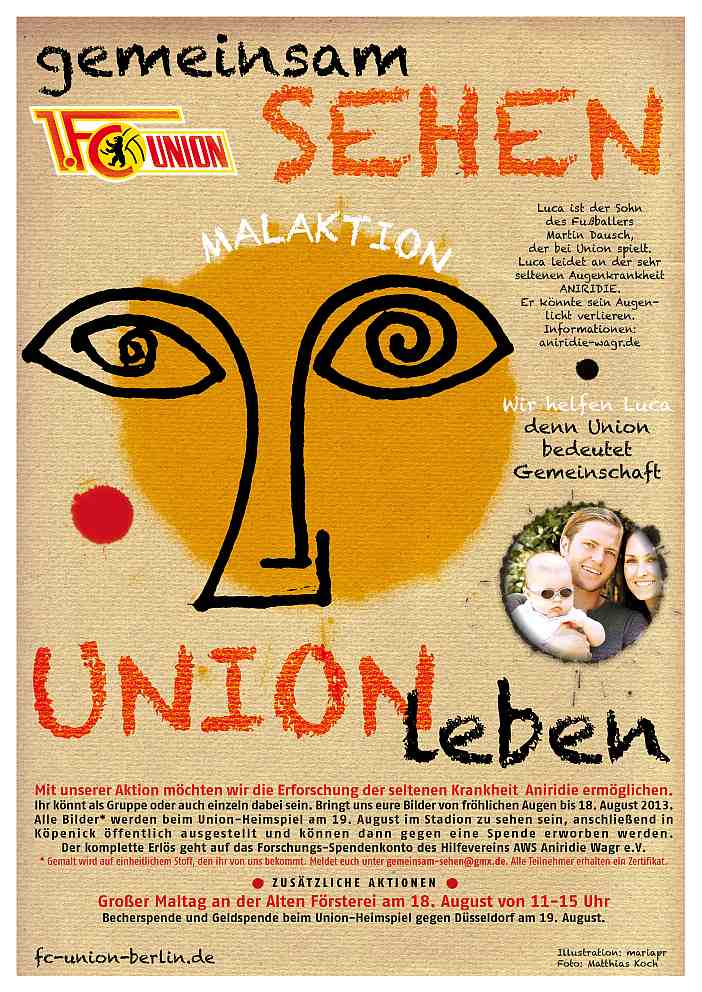
Poster der Fans und des 1. FC Union Berlin zur Spendenaktion Gemeinsam Sehen Union Leben

Da die Aniridie zu den sehr seltenen Augenerkrankungen gehört, werden Details zu Krankheit und Verlauf in der Öffentlichkeit kaum bekannt. Durch die Spendenaktion des 1. FC Union Berlin und dessen Fanclub gelangte in Deutschland die Problematik erstmals in einen überregionalen Blickpunkt und erlangte bundesweite Aufmerksamkeit, die sich auch in den Medien widerspiegelte.